# Oskilreservoaren
Oskilreservoaren (ukrainska: Оскільське водосховище), tidigare kallad Tjervonyj Oskil-reservoaren (Червонооскільське водосховище), är ett vattenmagasin i floden Oskil i Charkiv oblast i östra Ukraina. Den började fyllas när dammbyggnaden med Oskils vattenkraftverk (Оскільська ГЕС) stod färdigt 1957. Oskilreservoaren har normalt en yta på 122,6 km² och en volym på 0,474 km³.
Reservoaren ligger nära Oskils mynning i floden Donets, och dess främsta roll har varit att reglera vattenflödet i Donets-Donbaskanalen, som är viktig för färskvattenförsörjningen till områden i oblasten Donetsk och Luhansk. Donets-Dobaskanalens beroende av Oskilreservoaren har dock minskat efter hand som fler vattenmagasin byggts och efter tillkomsten av Dnipro-Donbaskanalen 1981.
I början av april 2022, under Rysslands invasion av Ukraina, skadades dammbyggnaden vid en explosion, varvid Oskilreservoaren snabbt tömdes på tre fjärdedelar av sitt innehåll.